# Cetatea dacică de la Merești
Este o fortificație dacică situată pe teritoriul României.